# Belgisch kampioenschap zijspancross 2019
Het Belgisch kampioenschap zijspancross 2019 is een door de Belgische Motorrijdersbond (BMB), in samenwerking met de Vlaamse Liefhebbers Motorrijdersbond (VLM) en de Motorcross Liefhebbers Bond (MCLB), georganiseerd kampioenschap voor zijspancrossers. 
De 53e editie van het Belgisch kampioenschap werd gereden over vier manches, met name in Molenbeersel, Kampenhout, Lummen en Deerlijk. Door vergunningsproblemen werd de wedstrijd in Lummen afgelast en verplaatst naar Genk. De laatste manche, in Deerlijk, werd afgelast wegens weersomstandigheden.

## Erelijst
| Datum        | Locatie      | Goud                                    | Zilver                                | Brons                               |
| ------------ | ------------ | --------------------------------------- | ------------------------------------- | ----------------------------------- |
| 5 mei        | Molenbeersel | Marvin Vanluchene / Ben Van den Bogaart | Arne Dierckens / Robbie Bax           | Nick Janssens / Dave Goris          |
| 18 augustus  | Kampenhout   | Marvin Vanluchene / Ben Van den Bogaart | Arne Dierckens / Robbie Bax           | Nick Janssens / Dave Goris          |
| 22 september | Genk         | Marvin Vanluchene / Ben Van den Bogaart | Christian Corthouts / Marcel Hoffmans | Sabrina Van Calster / Nick Vanhamel |
| 29 september | Deerlijk     | Afgelast                                | Afgelast                              | Afgelast                            |

| Stand  | duo                                        | punten |
| ------ | ------------------------------------------ | ------ |
| Goud   | Marvin Vanluchene / Ben Van den Bogaart    | 177    |
| Zilver | Glenn Van der Schraelen / Jimmy Van Gennip | 140    |
| Brons  | Sandrino Huysentruyt / Francis Wittebolle  | 132    |
| 4      | Arne Dierckens / Robbie Bax                | 111    |
| 5      | Sabrina Van Calster / Nick Vanhamel        | 104    |